# Maran
Maran este o arie protejată (arie specială de conservare — SAC, sit de importanță comunitară — SCI) din Suedia întinsă pe o suprafață de 0,86 ha, integral pe uscat.

## Localizare
Centrul sitului Maran este situat la coordonatele 59°57′50″N 18°53′45″E / 59.964°N 18.8957°E.

## Înființare
Situl Maran a fost declarat sit de importanță comunitară în iunie 2001 pentru a proteja 1 specie de plante și 2 specii de animale. Situl a fost protejat și ca arie specială de conservare în martie 2011.

## Biodiversitate
Situată în ecoregiunea boreală, aria protejată conține 1 habitat natural: Mlaștini alcaline.
La baza desemnării sitului se află mai multe specii protejate:
- plante (1): moșișoare (Liparis loeselii)
- nevertebrate (2): Vertigo angustior, Vertigo geyeri